# Billy Aaron Brown
Billy Aaron Brown (Clarinda, 28 de julho de 1981) é um ator norte-americano. É mais conhecido por interpretar os personagens Kyle na sitcom 8 Simple Rules, e Andy "Bucky" Buck em Jeepers Creepers 2.

## Primeiros anos e educação
Billy nasceu em Clarinda, no Iowa, filho de Bill e Karen Brown. Frequentou o Clarinda High School e mudou-se para Los Angeles, onde tornou-se ator profissional aos dezoito anos, após obter sua graduação em 1999. Começou em comerciais e depois trabalhou na televisão e no cinema.

## Carreira
Um ano após mudar-se para Los Angeles, Billy foi convidado para participar de Undressed, série antológica da MTV. Em 2011, ele apareceu em dois episódios de Boston Public, série dramática da Fox. Contracenou três vezes com Mary-Kate e Ashley Olsen em produções lançadas diretamente em vídeo, sendo a primeira o filme Holiday in the Sun (2001), cujo elenco também contou com Megan Fox e Ben Easter, grande amigo de Billy. Em 2002, o ator interpretou seu papel de maior destaque, Kyle, em 30 episódios da sitcom da ABC 8 Simple Rules, na qual contracenou com John Ritter, Katey Sagal e Kaley Cuoco.
Sua estreia no cinema se deu em 2003, no filme de terror Jeepers Creepers 2, dirigido por Victor Salva. Billy interpretou Andy Buck, o jovem assistente de uma equipe de basquete do colegial, a qual fica presa em um ônibus escolar no meio de uma estrada remota e precisa se defender de uma criatura demoníaca que surge na Terra a cada 23 anos para se alimentar de carne humana. O ator apareceu mais recentemente em Headless Horseman, The Strip e Detention.

## Vida pessoal
Billy tem 1,75 metros de altura. Namorou Amy Davidson de 2003 a 2004. Credita sua carreira a seus pais pelo apoio e coragem de terem permitido que ele, o filho mais novo, se mudasse para a cidade grande e seguisse seu sonho.
É apoiador da Huntington's Disease Society of America, uma vez que a Doença de Huntington afetou sua família. Organiza anualmente uma caminhada/corrida em Los Angeles visando arrecadar recursos financeiros para a referida instituição.
Ele apareceu no programa de televisão Street Smarts, no qual se apresentou como Aaron Brown. Ao final da atração, ganhou 3 800 dólares.

## Filmografia
| Filmes         | Filmes                                     | Filmes                         | Filmes                                           |
| Ano            | Filme                                      | Papel                          | Notas                                            |
| -------------- | ------------------------------------------ | ------------------------------ | ------------------------------------------------ |
| 2001           | Holiday in the Sun                         | Scott                          | Direto para vídeo                                |
| 2002           | Getting There                              | Danny                          | Direto para vídeo                                |
| 2003           | The Challenge                              | Ele mesmo                      | Direto para vídeo                                |
| 2003           | Jeepers Creepers 2                         | Andy 'Bucky' Buck              |                                                  |
| 2004           | Going to the Mat                           | John Lambrix                   | Telefilme                                        |
| 2004           | Snackers                                   | Matty Livingston               | Curta-metragem                                   |
| 2004           | Searching for David's Heart                | David Deeton                   | Telefilme                                        |
| 2005           | Attack of the Sabretooth                   | Kirk                           | Telefilme                                        |
| 2006           | These Days                                 | Jeremy                         |                                                  |
| 2006           | Deception                                  | Billy                          | Curta-metragem                                   |
| 2007           | First Night                                | John                           | Curta-metragem                                   |
| 2007           | Headless Horseman                          | Liam                           |                                                  |
| 2009           | The Strip                                  | Jeff                           |                                                  |
| 2010           | Detention                                  | Jack                           |                                                  |
| 2012           | After Christmas                            | Cole                           | Curta-metragem                                   |
| 2016           | Halfway                                    | Sean                           |                                                  |
| 2017           | Limerence                                  | Leo                            |                                                  |
| Televisão      |                                            |                                |                                                  |
| Ano            | Título                                     | Papel                          | Notas                                            |
| 2002–2004      | 8 Simple Rules                             | Kyle                           |                                                  |
| Ator convidado |                                            |                                |                                                  |
| Ano            | Título                                     | Papel                          | Episódios                                        |
| 2000           | Undressed                                  | Billy                          | Episódio #3.13 Episódio #3.14 Episódio #3.15     |
| 2001           | Boston Public                              | Leo Peterson                   | "Capítulo Dezesseis" "Capítulo Dezenove"         |
| 2002           | So Little Time                             | Rob                            | "The Wheelchair"                                 |
| 2002           | First Monday                               | Chad Davidson                  | "Unprotected Speech"                             |
| 2002           | Touched by an Angel                        | Ben                            | "Bring on the Rain"                              |
| 2005           | NCIS: Naval Criminal Investigative Service | Donny Potter / Homem Mascarado | "Red Cell"                                       |
| 2007           | Ghost Whisperer                            | Curt Kouf                      | "Mean Ghost"                                     |
| 2008           | Imaginary Bitches                          | Ben                            | "Three Bitches Is an Imaginary Crowd (Part Two)" |
| 2012           | Underemployed                              | Ike                            | "The Kids" "The Confession"                      |
| 2013           | CSI: Crime Scene Investigation             | Owen Webber                    | "Ghosts of the Past"                             |
| 2014           | Chicago P.D.                               | Michael Ganz                   | "Chin Check"                                     |
| 2015           | Mike & Molly                               | Shia                           | "No Kay Morale"                                  |